# Sveta Gera
Sveta Gera (in croato)  o Trdinov vrh (in sloveno) è la vetta più alta dei Monti Žumberak, con un'altezza di 1178 m. Si trova lungo il confine tra la Slovenia sud-orientale e la Croazia; la vetta è soggetta a una disputa di confine tra le due nazioni.

## Nome
La montagna era originariamente chiamata Sveta Gera in croato e Sveta Jera in sloveno (Monte Santa Gertrude) in onore della chiesa di Santa Gertrude del XV secolo a poche centinaia di metri dal punto più alto della vetta. Nel giugno 1921, tuttavia, il presidente del Club Alpino di Novo Mesto Ferdinand Seidl propose di ribattezzarlo in onore di Janez Trdina, un ardente descrittore della regione. La proposta fu sottoposta al governo centrale jugoslavo, che pubblicò un decreto sulla nuova denominazione il 1º luglio 1922. Il 15 agosto 1923, la vetta fu cerimonialmente ribattezzata da una ragazza slovena, mentre i riti ecclesiastici di accompagnamento furono eseguiti da un sacerdote croato.

## Disputa di confine

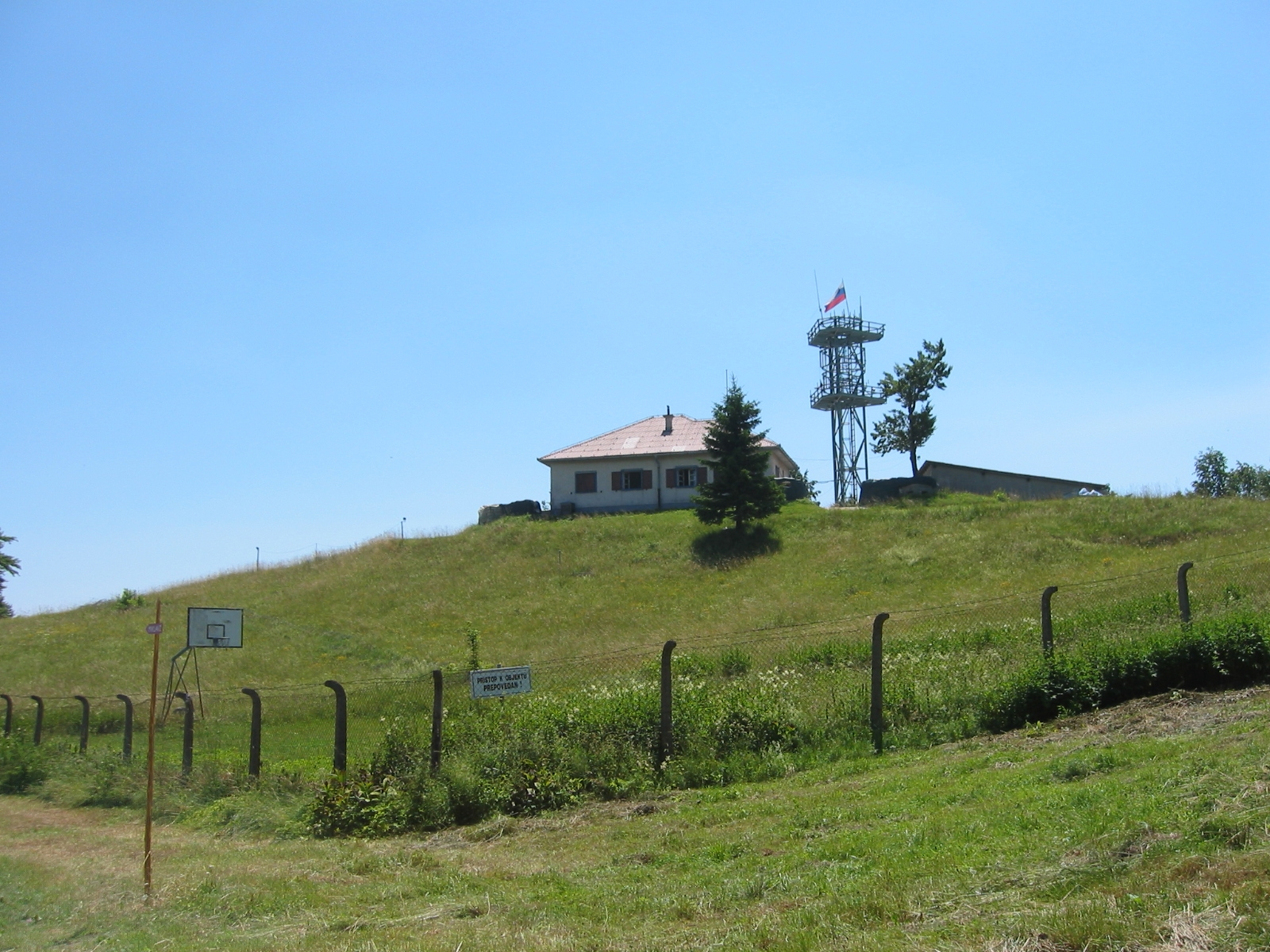
Caserma militare in cima alla montagna Sveta Gera

In cima al monte Sveta Gera, a 1178 metri di altitudine, si trovano una torre per le telecomunicazioni e una caserma militare la cui posizione è strategicamente importante per la Croazia. La caserma fu utilizzata dall'esercito popolare jugoslavo (JNA) fino all'inizio del 1991, quando i suoi soldati si ritirarono dal sito dopo la disgregazione della Jugoslavia. Nel giugno dello stesso anno, i soldati sloveni entrarono in possesso della caserma sulla base di un accordo verbale tra i presidenti di Slovenia e Croazia, Milan Kučan e Franjo Tuđman. Il presidente croato Tuđman riteneva che sarebbe stato meglio per la Croazia evitare conflitti con un esercito sloveno amico nell'ovest poiché il paese era minacciato dall'JNA ostile dall'est. Sebbene l'esercito sloveno abbia annunciato molte volte che i suoi soldati avrebbero lasciato la caserma, in particolare nel 1998 e nel 2000, ciò non è accaduto. Nel 2004, il presidente Kučan dichiarò in un'intervista per Večernji list che era ora che i soldati sloveni lasciassero la caserma, aggiungendo che non c'era una volontà sufficiente dei funzionari governativi sloveni per farlo. Il 29 giugno 2017, il Tribunale arbitrale della Corte permanente di arbitrato che stava decidendo su un'altra controversia di confine tra Croazia e Slovenia, ha menzionato nel suo verdetto che Sveta Gera appartiene effettivamente alla Croazia ma che non era competente a decidere in merito né avrebbe potuto ordinare ai soldati sloveni di ritirarsi.